# Joachim Lehmann (Richter)
Joachim Lehmann (* 7. Juni 1909 in Berlin; † 4. Februar 1979 in Karlsruhe) war ein deutscher Jurist und Richter des Bundesverfassungsgerichts.

## Leben
Nach dem Studium der Rechtswissenschaft legte Lehmann 1933 und 1937 seine beiden Examina ab. Ab 1938 arbeitete er für verschiedene Wirtschaftsorganisationen in Berlin, bis er 1944 zum Militärdienst einberufen wurde. Nach dem Zweiten Weltkrieg setzte er zunächst seine wirtschaftsorganisatorische Tätigkeit in Hamburg fort. Von 1946 bis 1947 war er Geschäftsführer der Handelskammer Hamburg. Anschließend gehörte er dem Exekutivrat und dem Länderrat der Verwaltung des Vereinigten Wirtschaftsgebiets an.
Kurzzeitig arbeitete er dann im Bundesrat bei Karl Arnold, der erster Präsident der Länderkammer war. 1950 wurde er mit der Leitung der Rechtsabteilung im Bundespräsidialamt betraut und zum Ministerialrat ernannt. Ein Jahr später wurde Lehmann, der Mitglied der SPD war, zum Richter des Bundesverfassungsgerichts gewählt. Dieses Amt bekleidete er bis 1963. 